# アンソニー・テイラー (バスケットボール)
アンソニー・テイラー（Anthony Taylor、1965年11月30日 - ）は、カリフォルニア州ロサンゼルス出身のバスケットボール選手。ポジションはポイントガード。
オレゴン大学では、3年次の1987年のカンファレンストーナメントでUSC、アリゾナ大学を破り、準決勝に進出した。4年次の1987-1988シーズンに平均21.3得点をあげた。チームは16勝14敗でナショナル・インビテーション・トーナネントの2回戦に進出した。大学4年間ではオレゴン大学歴代2位の1939得点をあげた。卒業した際、この得点記録はパシフィック10カンファレンス（現パシフィック12カンファレンス）でも7位の記録であった。
1988年のNBAドラフト2巡44位でアトランタ・ホークスに指名された。同年、マイアミ・ヒートと契約を結び21試合に出場した。その後、イタリアのイピフィム・トリノでもプレーした。
1987年夏季ユニバーシアードに出場し、銀メダルを獲得している。
2015年にパシフィック12カンファレンスのホール・オブ・オナーに選ばれた。